# Blonde (Cœur de Pirate)
Blonde è il secondo album in studio della cantautrice canadese Béatrice Martin, nota come Cœur de Pirate. Il disco è stato pubblicato nel novembre 2011.

## Tracce
1. Lève les voiles – 1:12
2. Adieu – 2:27
3. Danse et danse – 3:10
4. Golden Baby – 3:07
5. Ava – 3:16
6. Loin d'ici – 2:43
7. Les amours dévouées – 2:27
8. Place de la République – 4:11
9. Cap Diamant – 2:43
10. Verseau – 3:53
11. Saint-Laurent – 3:14
12. La petite mort – 3:45

Tracce bonus iTunes
1. Hôtel Amour – 2:18

Tracce bonus edizione Deluxe
1. Hôtel Amour– 2:18
2. Prince-Arthur – 3:05

## Classifiche
| Classifica (2012) | Posizione massima |
| ----------------- | ----------------- |
| Canada            | 5                 |
| Francia           | 5                 |